# مجید موقر
مجید موقر (۱۲۷۷ بوشهر - ۱۳۴۶ تهران) روزنامه‌نگار و نماینده مجلس شورای ملی بود.
پدرش حسین خان موقرالملک از سرمایه‌داران جنوب ایران بود که خدمات اجتماعی زیادی در خوزستان انجام داد، از جمله احداث خط تراموای آبادان به خرمشهر، برق اهواز و آبادان و لوله‌کشی آب آشامیدنی اهواز. او همچنین چهار دوره نمایندگی آبادان و خرمشهر را در مجلس شورای ملی به عهده داشت (دوره‌های ششم تا نهم). 
مجید تحصیلات خود را در مدرسه سعادت بوشهر آغاز کرد و سپس براى ادامه تحصیل به بندر کراچی رفت. پس از چند سال تحصیل و فراگیری زبان انگلیسى به بوشهر بازگشت و در تجارتخانه حاج رئیس‌‏التجار بهبهانى به كار انشاء مراسلات و معلمى فرزندان او مشغول شد. پس از چندى به تهران رفت دوره كالج امریكایى را به پایان رساند. 
موقر در اوائل سلطنت رضا شاه امتیاز روزنامه مهر را گرفت كه ابتدا به صورت هفتگى و سپس روزانه منتشر می‌شد. در سال ۱۳۱۴ كه زین‌‏العابدین رهنما نماینده مجلس و مدیر روزنامه نیمه رسمى « ایران»، مغضوب رضاشاه و از ایران تبعید شد، امتیاز و مدیریت این روزنامه به مجید موقر واگذار شد. او چاپخانه و اداره روزنامه ایران را در دست گرفت و خیلى مطابق میل و علاقه شهربانى آن روز كار كرد. 
در سال ۱۳۱۶ موقر به نمایندگی دزفول در مجلس شورای ملی انتخاب شد (دوره یازدهم) و پی در پی تا دوره سیزدهم بر کرسی نمایندگی نشست. پس از شهریور ۱۳۲۰ و پایان سلطنت رضا شاه، زین‌‏العابدین رهنما به ایران برگشت و روزنامه ایران را از موقر پس گرفت. موقر از آن پس روزنامه مهر ایران را به سردبیرى هاشمى حائرى منتشر كرد. مهر ایران در آن دوران از بهترین روزنامه‏‌هاى کشور بود، افرادى چون ملك‌‏الشعراى بهار و حسین مکی نوشته‌های خود را در مهر ایران منتشر مى‌‏كردند و یادداشت‏هاى پرخواننده‌ای به قلم داود امینى با عنوان از سوم تا ۲۶ شهریور در آن چاپ می‌شد كه از اسرار شهریور ۱۳۲۰ پرده برمى‌‏داشت.
موقر که به سبب تغییر اوضاع نتوانسته بود در دوره‌های چهاردهم و پانزدهم به مجلس برود، در دوره شانزدهم بار دیگر به نمایندگی و این بار از اهواز انتخاب شد و روزنامه را به برادرزاده‌‏اش محسن موقر واگذار كرد ولى دیگر مهر ایران موفقیت پیشین را نداشت و فقط روزنامه‌ای خبرى بود. 
موقر پس از پایان دوره شانزدهم‌، هم کرسی نمایندگی و هم امتیاز مهر ایران را به برادرزاده‌اش داد و از سیاست و کار مطبوعاتی فاصله گرفت و به تجارت و ملكدارى مشغول شد  اما پس از چندى مجله‌ای به نام مهر راه انداخت.